# Anastelgis brasiliensis
Anastelgis brasiliensis là một loài tò vò trong họ Ichneumonidae.